# Mathieu Salama
Mathieu Salama, né le 5 septembre 1980 à Livry-Gargan, est un chanteur contre-ténor français.

## Biographie

### Formation
Baigné dans la musique et le théâtre dès son plus jeune âge, Mathieu grandit en écoutant les interprètes de la chanson française populaire.
À 7 ans, il intègre le Conservatoire de Livry-Gargan, puis le Conservatoire national de Paris quelques années plus tard. Il y pratique la variété française et le jazz.
Il s’initie alors au chant lyrique classique, au solfège, au piano et à la guitare. Durant ces années d’études artistiques, il suit également des cours de théâtre.
En 1995, il fait sa première apparition sur la chaîne M6 dans l’émission « Hit machine » présentée par Charlie et Lulu. Il reprend la chanson « I love you always forever » de Donna Lewis.
Il se tourne dans un premier temps vers la variété française. Il commence sa carrière de chanteur en donnant de nombreux concerts dans les salles et les piano-bars à Paris.
En 2001, il crée sa propre école de chant, CrescendoArt Paris, suivie de sa méthode de chant « Fasila »  en 2 volumes pour apprendre à chanter, éditée par Paul Beuscher.
En 2007, il participe à l’émission sur la chaîne du câble « La locale », émission consacrée à ses reprises de Comédies musicales et de variétés françaises.

### Carrière
Il découvre la musique baroque lors d'un voyage à Venise.
Dès son retour en France, il décide de se renseigner sur ces voix de contre-ténor ainsi que sur les castrats, artistes emblématiques des XVIIe et XVIIIe siècles, aujourd’hui disparus.
En 2012, il rencontre Nicole Fallien, professeur de Philippe Jaroussky. Pendant trois ans, il travaille sa voix de sopraniste à la Comédie Française. Il décide de devenir chanteur contre-ténor.
En 2014, il sort son premier album intitulé « Airs de Castrats » avec comme ambition de rendre hommage aux chanteurs lyriques oubliés.
Mathieu Salama se produit par la suite dans bon nombre de lieux prestigieux (Cathédrale Sainte-Réparate, Église de la Madeleine, Château de Maisons-Lafitte, Château d'Écouen, Les Billettes, l’Oratoire du Louvre, Église Américaine, Église Saint-Roch, Palais Lascaris, salle Cortot, Église de Saint Germain des Prés…) en tant que soliste contre-ténor.
En 2016, il sort son deuxième album intitulé « Résonances Baroques » et entame une tournée.
Il est reconnu comme étant le premier contre-ténor sopraniste soliste au monde à interpréter la « Misa Tango » de Martin Palmeri, dirigé par Damien Sorraing à Bordeaux.
À partir de 2017, il crée et dirige un stage de musique ancienne dans l’Aveyron au Prieuré Las Canals à destination des amateurs et professionnels de musique baroque, avec comme aboutissement un concert à l'église de Conques.
Obtenant le second prix au concours de chant international « Les Clés d’Or » en 2016, il est l’invité de l’émission « La voix est libre » présentée par Sébastien Thomas sur le plateau de France 3 Paris Île-de-France.
En novembre 2018, Mathieu sort son troisième album « Vivaldi & Haendel » et commence une tournée dans toute la France,.
En 2018, il monte et crée la pièce de théâtre « Hommage aux castrats » en collaboration avec le gambiste Bruno Angé. Cette pièce est notamment remarquée par Radio classique.
En 2019, il rencontre Gérard Lesne et entreprend un perfectionnement vocal avec ce dernier.
Mathieu part ensuite en tournée dans toute la France avec plus de 50 dates pour représenter le récital « Arias Baroques » avec son équipe de musiciens les gambistes Geneviève l’Hostis, Bruno Angé et la claveciniste Ghislaine Gignoux,.
En 2020, il est invité à deux reprises sur IDF1 par Jacky pour parler de sa carrière de contre-ténor,. La même année, il est également interviewé par Edith Walter sur Radio Notre-Dame dans l'émission "Le bonheur en musique", ainsi que sur DouzeFrance Télévision pour la chaîne Envôl.
Aux côtés de Pascal Praud sur la chaîne de télévision CNEWS dans l’émission « l’Heure des pros », il participe et anime la rubrique hebdomadaire sur le coaching vocal en duplex. Il lance alors un concours de chant baptisé LIVE #en confinement.
En octobre 2020, il sort son 4ème album « Furioso Barocco » sous le label Klarthe. L’album est dirigé par le chef italien Stefano Intrieri qui a participé à des festivals baroques prestigieux et internationaux. Mathieu Salama y interprète notamment en duo une pièce de Henry Purcell intitulée « Sound the trumpet », une aria avec deux voix de contre-ténor qui s’entrelacent.
En novembre 2020, son 4ème album est reconnu CLIC par Classiquenews.
Après avoir chanté à travers le monde, il revient en France pour offrir son nouveau spectacle : Un voyage musical dans le temps.
20 ans après avoir créé l'école Crescendo Art, Mathieu Salama décide de transformer l’école de chant en café-théâtre. Crescendo Art devient aujourd'hui le plus petit café-théâtre de la Capitale pour découvrir de grands chanteurs et de jeunes talents.
Début 2023, Mathieu Salama sort son 5ème album intitulé "Nu baroque", le baroque mis à nu, un dialogue entre le théorbe et la voix, couvrant de la musique Judéo Espagnol à la musique Baroque italienne. Il est notamment invité au JT "28 minutes" sur Arte.
En novembre 2023, il crée et anime l’émission "Crescendo live" sur radio M’s pour faire découvrir des jeunes talents.

## Discographie
- 2014 : « Airs de Castrats »
- 2016 : « Résonances Baroques »
- 2018 : « Arias Vivaldi et Haendel »
- 2020 : « Furioso Barocco » sous le label Klarthe [35], album dirigé par le chef italien Stefano Intrieri.
- 2023 : « Nu baroque »

## Publications
- FASILA Méthode de chant Vol 1 (avec DVD)
- FASILA Méthode de chant Vol 2

## Théâtre
- 2018 : Création de la pièce de théâtre contée « Hommage aux castrats » en collaboration avec le gambiste Bruno Angé. Cette pièce reçoit un "Coup de cœur" de Radio classique[18].